# Velocidad hipersónica

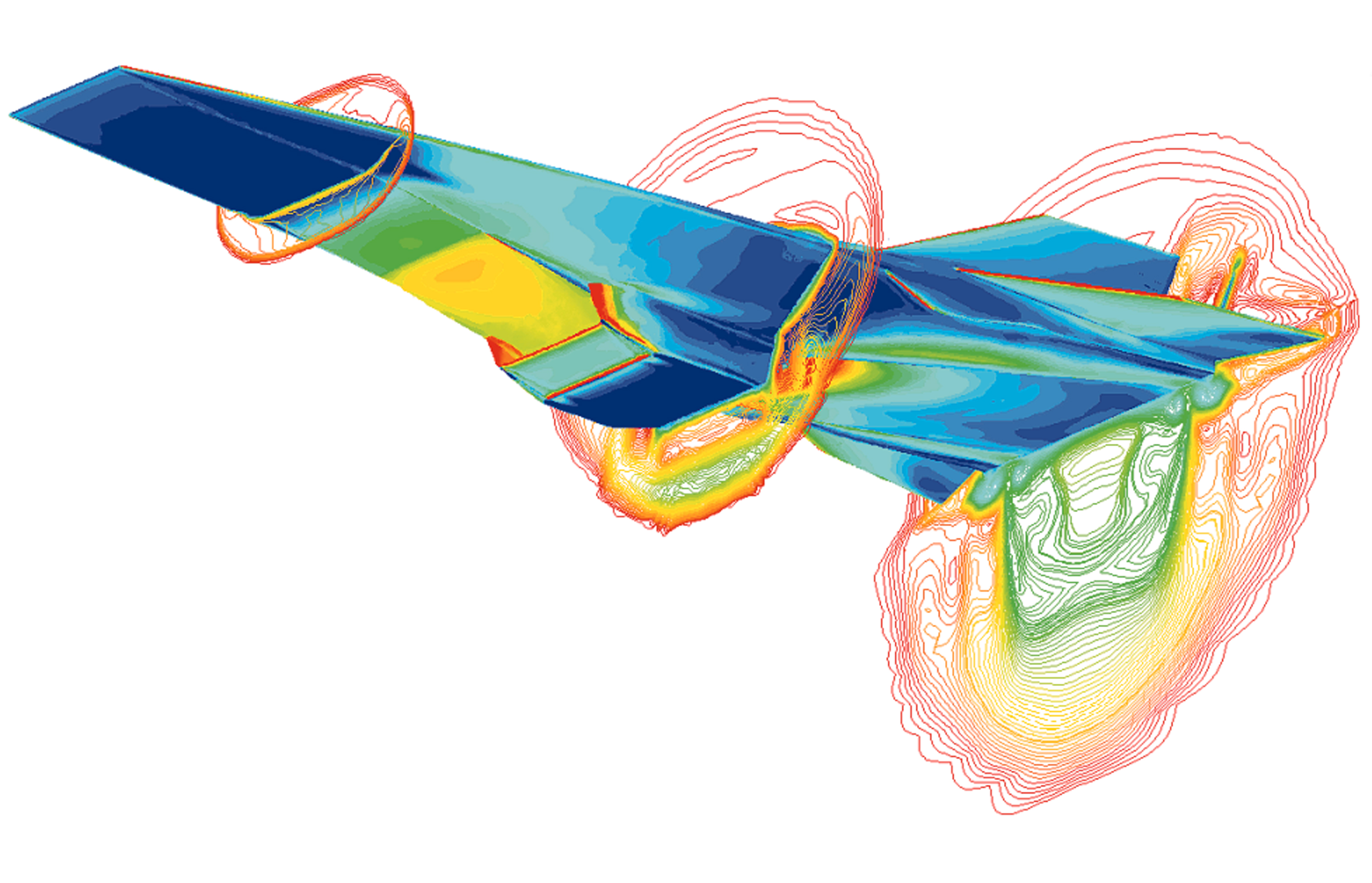
Hyper X a Mach 7.

Efecto Doppler a velocidad hipersónica

Se denominan velocidades hipersónicas aquellas velocidades superiores a cinco veces la velocidad del sonido. Se considera que sería el siguiente nivel de velocidad por encima de la velocidad supersónica, en el cual el aire circundante de la nave se calienta hasta tal punto que se ioniza. En el diseño de un vehículo hipersónico prima no solo su capacidad para alcanzar velocidades altas sino también que presente resistencia a los enormes esfuerzos térmicos que sufre en su superficie y que sea capaz también de desalojar el calor que genera.

## Velocidad supersónica e hipersónica
En la actualidad se sigue discutiendo acerca del término hipersónico, ya que no existe un cambio físico entre supersónico e hipersónico, como sí ocurre entre subsónico y supersónico. Algunas fuentes[¿cuál?] atribuyen el cambio a una alteración del estado de la nave. Sin embargo, ya en el Mach 3 se comienzan a notar deformaciones o cambios en la nave, pero, a su vez, algunos materiales empiezan a verse afectados a velocidades similares a Mach 7, por ejemplo el X-43A. Lo que sí está claro es el efecto determinante del calentamiento aerodinámico según va escalando velocidad el cuerpo.[cita requerida]
| Régimen                              | Mach      | mph          | km/h          | m/s         | Características generales del avión |
| ------------------------------------ | --------- | ------------ | ------------- | ----------- | --- |
| Subsónico                            | <0,8      | <610         | <1.230        | <340        | La mayor parte de los aviones comerciales con motor a reacción. Alas delgadas con gran superficie y bordes redondeados. Nariz y bordes de ataque suaves. |
| Transónico                           | 0,8-1,2   | 610-920      | 980-1.470     | 270-410     | Los aviones transónicos generalmente tienes las alas en forma de delta, retrasando el frente, y a veces se caracterizan por un diseño que pretende acercarse a la regla del área de Whitcomb. Generalmente no se diseñan aviones para esta velocidad ya que es poco eficiente; es mucho mejor diseñarlos para velocidades supersónicas bajas como Mach 1.6 |
| Supersónica                          | 1,2-5,0   | 920-3.840    | 1.470-6.150   | 410-1.715   | Los aviones diseñados específicamente para velocidades supersónicas muestran grandes diferencias en su diseño aerodinámico debido a las radicales diferencias de flujo de aire para velocidades superiores a Mach 1. Bordes afilados, secciones delgadas y estabilizadores móviles. Los aviones militares modernos tienen que comprometer un diseño que permita volar a baja y alta velocidad. Ejemplos de "verdaderos" aviones supersónicos son el F-104, el Concorde y el Túpolev Tu-144.                        |
| Hipersónica                          | 5,0-10,0  | 3.840-7.680  | 6.150-12.300  | 1.715-3.415 | Cubierta de níquel-titanio; las partes del avión están altamente integradas, alas pequeñas. Un ejemplo es el Boeing X-51. |
| Hipersónica alta                     | 10,0-25,0 | 7.680-16.250 | 12.300-30.740 | 3.415-8.465 | El control térmico empieza a dominar la consideración de diseño. La estructura debe diseñarse para operar en altas temperaturas debido al roce del aire. Se protege la cubierta mediante tejas de silicato o similar. Las reacciones químicas con el aire del entorno y la alta temperatura pueden corroer el avión por oxidación con el oxígeno atmosférico. Los diseños hipersónicos a veces son forzados a configuraciones "desafiladas" porque reducir el radio de curvatura ayuda a disminuir la temperatura. |
| Velocidades de Reentrada atmosférica | >25,0     | >16.250      | >30.740       | >8.465      | Escudo térmico. Forma de cápsula contundente |